# Episodi di Detective Conan (trentesima stagione)
Questa è una lista degli episodi della trentesima stagione della serie anime Detective Conan.

## Lista episodi
| Nº  | Titolo italiano Giapponese 「Kanji」 - Rōmaji | In onda           | In onda |
| Nº  | Titolo italiano Giapponese 「Kanji」 - Rōmaji | Giapponese        |         |
| 960 | I Giovani Detective e la vedova 「未亡人と探偵団」 - Mibōjin to tantei-dan | 23 novembre 2019  |         |
| 960 | Mentre giocano a calcio in un parco Conan, Ai e i Giovani Detective incontrano una donna di nome Tomoko che è seduta da sola a bere. Dopo averle chiesto cosa sta facendo, la donna scoppia a piangere e spiega loro che suo marito è morto di recente. In seguito Tomoko porta i ragazzi al giardino botanico, dove incontrano Kajiki Kohei, il presidente di un'azienda di cosmetici. Tomoko e Kajiki iniziano così a frequentarsi. Qualche giorno dopo Tomoko invita i ragazzi e Agasa a casa sua per annunciare che i due si stanno per sposare. Proprio mentre i ragazzi stanno per entrare in casa Kajiki cade dal balcone e muore. La polizia pensa che si tratti di incidente, ma Conan scopre che è stata Tomoko, e che in una stanza nella casa ci sono varie foto di uomini con degli anelli. Questi erano i mariti di Tomoko, che erano stati uccisi da lei allo stesso modo di Kajiki. |                   |         |
| 961 | Il misterioso caso del glamping 「グランピング怪事件」 - Guranpingu kai jiken | 30 novembre 2019  |         |
| 961 | Conan, Ran e Sonoko vanno a un glamping, un campeggio con tutti i comfort. Durante la notte i tre sentono un urlo, e trovano il corpo di Tosaki, un campeggiatore, con del trucco in faccia, una chela di granchio in bocca e un foglio in mano. |                   |         |
| 962 | La grande conferenza di Kogoro Mori (prima parte) 「毛利小五郎大講演会（前編）」 - Mōri Kogorō dai kōen-kai (zenpen) | 7 dicembre 2019   |         |
| 962 | Kogoro deve tenere una conferenza all'Hishida Hall, in cui sarà presente anche Eri. Venti minuti prima dell'inizio l'attore Inokoshi viene trovato morto nello spogliatoio con la stanza chiusa a chiave. Kogoro accusa l'ex manager Reizei di aver commesso l'omicidio, in quanto solo lui può aver chiuso la porta con il suo bastone. Reizei confessa ma dice di aver ucciso Junko, proprietaria dell'hotel. |                   |         |
| 963 | La grande conferenza di Kogoro Mori (seconda parte) 「毛利小五郎大講演会（中編）」 - Mōri Kogorō dai kōen-kai (chūhen) | 14 dicembre 2019  |         |
| 963 | Junko viene effettivamente trovata morta, ma l'unico a non avere un alibi per l'omicidio di Inokoshi è proprio Reizei che in quel momento stava uccidendo Junko. Mentre indaga Conan trova delle strane pietre con degli articoli di giornale che prima non erano presenti sulla scena del delitto. Una delle ragazze dello staff, Mei Tsukuba riesce a risolvere il caso prima che Conan addormenti Kogoro, incolpando il presidente Tsukinogi. |                   |         |
| 964 | La grande conferenza di Kogoro Mori (terza parte) 「毛利小五郎大講演会（後編）」 - Mōri Kogorō dai kōen-kai (kōhen) | 21 dicembre 2019  |         |
| 964 | Mei dopo aver risolto il delitto viene invitata a partecipare alla conferenza insieme a Kogoro ed Eri. Proprio durante la conferenza Conan riesce a decifrare il messaggio degli articoli di giornale, scoprendo che è stata proprio Mei a lasciarli. |                   |         |
| 965 | Kaiju Gomera vs Kamen Yaiba (inizio) 「大怪獣ゴメラVS仮面ヤイバー（序）」 - Daikaijū Gomera VS Kamen Yaibā (jo) | 4 gennaio 2020    |         |
| 965 | Conan e i suoi amici vanno a Osaka, dove sono stati invitati alla presentazione del nuovo film "Gomera vs Kamen Yaiba". Durante l'annuncio il produttore Yonekura viene trovato schiacciato dalla statua di un kaiju nel magazzino. La corda che teneva la statua è stata tagliata con un coltello, così la polizia di Osaka inizia a investigare. I sospetti ricadono su Kouichi e Mihara, che però rubano la macchina di Yonekura e scappano. |                   |         |
| 966 | Kaiju Gomera vs Kamen Yaiba (intermezzo) 「大怪獣ゴメラVS仮面ヤイバー（破）」 - Daikaijū Gomera VS Kamen Yaibā (ha) | 11 gennaio 2020   |         |
| 966 | Poco dopo aver rubato la macchina i due però saltano in aria, perché all'interno dell'auto erano stati piazzati degli esplosivi. In seguito arriva l'ispettore Ayanokoji da Kyoto, che afferma di stare investigando sulla morte di Onda, uno scrittore, e di essere andato a Osaka perché Onda era un amico di Yonekura. Poco dopo Suemura, che stava lavorando al film, viene trovato morto dopo che una bomba è esplosa in un magazzino abbandonato. |                   |         |
| 967 | Kaiju Gomera vs Kamen Yaiba (apice) 「大怪獣ゴメラVS仮面ヤイバー（急）」 - Daikaijū Gomera VS Kamen Yaibā (kyū) | 18 gennaio 2020   |         |
| 967 | Sulla bomba vengono trovate le impronte di Ishizawa, un amico di Onda, Yonekura e Suemura. La polizia crede che sia stato Suemura, ma dopo essere andata a casa sua lo trova privo di conoscenza e legato con una corda. Più tardi Heiji va a Kyoto per investigare su Onda, mentre Conan si incontra con Ai, che gli rivela che i quattro avevano, quindici anni prima, ripagato tutti i loro debiti nello stesso periodo. Conan e Heiji scoprono così che quindici anni prima c'era stata una rapina in banca e che i quattro erano i colpevoli. |                   |         |
| 968 | Kaiju Gomera vs Kamen Yaiba (fine) 「大怪獣ゴメラVS仮面ヤイバー（結）」 - Daikaijū Gomera VS Kamen Yaibā (ketsu) | 25 gennaio 2020   |         |
| 968 | Conan e Heiji scoprono che era stato proprio Yonekura a pianificare di uccidere i suoi compagni, ma dopo aver visto un video in cui i quattro pianificavano la rapina scoprono che c'era una quinta persona, e che quindi da qualche parte c'è una quinta bomba. |                   |         |
| 969 | Il tour di misteri della giovane signora di Kaga (prima parte) 「加賀令嬢ミステリーツアー（前編）」 - Kaga reijō misuterī tsuā (zenpen) | 15 febbraio 2020  |         |
| 969 | Conan, Ran e Kogoro hanno vinto alla lotteria un viaggio a Kanazawa. Mentre girano per la città incontrano Mari, una ragazza che si comporta in modo sospetto. Mari gira con una borsa molto pesante e quando la rincontrano successivamente non ha più con sé la borsa. Dopo averle chiesto come mai Mari spiega loro che la borsa era piena di soldi e che è stata lasciata come riscatto. |                   |         |
| 970 | Il tour di misteri della signora di Kaga (seconda parte) 「加賀令嬢ミステリーツアー（後編）」 - Kaga reijō misuterī tsuā (kōhen) | 22 febbraio 2020  |         |
| 970 | Il rapimento si scopre essere solo una finzione di Manabu, che però riesce a scappare. Il giorno dopo Soichi, padre di Mari, viene aggredito. I sospetti ricadono su Manabu. |                   |         |
| 971 | Il bersaglio è il dipartimento del traffico della centrale di polizia (prima parte) 「標的(ターゲット)は警視庁交通部（一）」 - Hyōteki (tāgetto) wa keishichō kōtsū-bu (ichi) | 7 marzo 2020      |         |
| 971 | Miike è triste perché come al solito Chiba non l'ha riconosciuta, così le sue colleghe Shiori Yagi e Toko Momosaki decidono di accompagnarla al karaoke. Mentre sono lì Yagi e Momosaki scoprono che entrambe sono seguite da qualcuno da circa una settimana. Alla fine della serata Yagi accompagna Naeko ubriaca a casa, mentre Momosaki, tornando a casa da sola viene avvicinata da un uomo che le dice di aver sentito una bambina piangere nel parco. Dopo essere arrivati l'uomo aggredisce Momosaki con una pistola stordente e poi la colpisce con una mazza da baseball. La mattina dopo il corpo di Momosaki viene trovato nel parco, Conan fa notare a Takagi e Sato che Momosaki stava indicando verso una direzione con il braccio che è stato spostato dal colpevole, inoltre vicino alla vittima è stata lasciata una moneta da 100 yen curvata. Nella direzione indicata da Momosaki c'è un'altalena. |                   |         |
| 972 | Il bersaglio è il dipartimento del traffico della centrale di polizia (seconda parte) 「標的(ターゲット)は警視庁交通部（二）」 - Hyōteki (tāgetto) wa keishichō kōtsū-bu (ni) | 14 marzo 2020     |         |
| 972 | Yumi spiega a Takagi e Sato che una settimana prima Momosaki e Yagi avevano fermato tre persone che avevano discusso con le agenti ed erano stati arrestati. Yagi, pensando di aver capito chi è il colpevole si presenta da sola a casa di un uomo che però la aggredisce e la butta giù dal suo condominio. Poco dopo essere caduta Yagi digita un numero sul telefono, ma l'uomo la raggiunge e lo rompe, poi lascia vicino a Yagi un'altra moneta da 100 yen curvata. Qualche ora dopo viene trovato il corpo di Yagi. Chiba e Takagi trovano sul luogo del delitto Kuroda che dice di essersi trovato nei paraggi quando è stato rinvenuto il corpo della vittima. Yumi fa notare che nonostante il suo telefono sia da una parte lei si è girata dall'altra dopo essere caduta, come se volesse lasciare un indizio. Conan si reca al Poirot e mentre si allontana dalla scena del crimine viene osservato da Kuroda che scrive subito qualcosa al cellulare. Conan chiede ad Amuro informazioni sulle tre persone che erano state arrestate lì vicino una settimana prima. Amuro gli spiega che tutti e tre avevano commesso delle infrazioni mentre guidavano e che andavano di fretta per diversi motivi. |                   |         |
| 973 | Il bersaglio è il dipartimento del traffico della centrale di polizia (terza parte) 「標的(ターゲット)は警視庁交通部（三）」 - Hyōteki (tāgetto) wa keishichō kōtsū-bu (san) | 21 marzo 2020     |         |
| 973 | Yumi si reca sulla scena del crimine della seconda vittima e investigando scopre che la vittima poco prima di morire si era girata a guardare il cartello del divieto di sosta. Riferisce questo dettaglio ai colleghi poliziotti e gli fa notare che anche la prima vittima aveva indicato il cartello del divieto di sosta posto dietro l'altalena prima di morire. Poco dopo Yumi chiama Naeko per chiederle se il numero 7155, scritto dalla vittima sul cellulare poco prima di morire, le ricorda qualcosa, ma l'uomo misterioso la sente al telefono e si ricorda che le due poliziotte quando l'hanno fermato stavano parlando al telefono con una certa Yumi. Quando Yumi si reca in macchina trova due ubriachi che incominciano a molestarla, ma fortunatamente sopraggiunge Okiya (Akai) che, dopo essere stato contattato dal fratello Shukichi che lo supplica a prendersi cura della ragazza, sventa l'aggressione e caccia gli ubriachi. L'uomo rapisce Naeko per attirare Yumi in una trappola. Mentre Conan è in macchina con Chiba, quest'ultimo riceve una chiamata da Naeko che riesce a chiamare Chiba al telefono e a fare sette colpi al telefono con l'unghia. |                   |         |
| 974 | Il bersaglio è il dipartimento del traffico della centrale di polizia (quarta parte) 「標的(ターゲット)は警視庁交通部（四）」 - Hyōteki (tāgetto) wa keishichō kōtsū-bu (yon) | 28 marzo 2020     |         |
| 974 | Conan capisce che il colpevole è Kengo Aono dopo aver capito che le due poliziotte stavano indicando il segnale di divieto di sosta e avendo scoperto che il numero che Yagi aveva digitato sul telefono era 7155 che corrisponde all'articolo della legge che vieta l'utilizzo del telefono mentre si guida. Kuroda viene avvisato da Chiba delle scoperte di Conan ed egli quasi non sembra sorpreso del fatto. Conan capisce che Naeko si trova in un planetario presso cui si reca insieme a Chiba riuscendo così a catturare Kengo. Naeko però si ferisce alla gamba per salvare Chiba dalla trappola del colpevole. Così Chiba la porta sulle spalle all'ospedale, ma mentre sta per attraversare la strada con il semaforo rosso viene fermato da Naeko che gli dice la stessa frase detta da Chiba quando erano piccoli. Chiba così la riconosce e i due si dirigono all'ospedale sorridendo. Poco dopo Amuro parla al telefono con Kuroda dicendogli che come gli aveva chiesto ha detto tutto quello che sapeva a Conan. Kuroda gli chiede "come sta andando", Amuro pensa ai volti di Akai, di Yusaku e Yukiko e gli dice che non ha scoperto ancora niente. Kuroda gli dice così di non trascurare i suoi resoconti, chiamandolo Bourbon. |                   |         |
| 975 | Il segreto della moglie scomparsa 「妻探しの秘密」 - Tsuma sagashi no himitsu | 4 luglio 2020     |         |
| 975 | Ran e Conan incontrano un uomo che sta cercando la moglie Tomoko, scomparsa da tre giorni. Decidono quindi di rivolgersi a Kogoro, che insieme a Conan comincia a interrogare i vicini, ma proprio in quel momento la polizia, dopo aver ricevuto una telefonata anonima, trova il corpo di Tomoko sepolto nella casa del marito. |                   |         |
| 976 | Inseguire! Taxi per detective 「追跡！探偵タクシー」 - Tsuiseki! Tantei takushī | 18 luglio 2020    |         |
| 976 | Kogoro e Conan si trovano al mercato del pesce perché una cliente gli ha chiesto di ritrovare il suo armadillo, che è stato visto lì l'ultima volta. Dopo non aver trovato niente i due prendono un taxi, dove un tassista gli racconta di aver fatto salire il giorno prima due strani tizi con gli occhiali da sole. |                   |         |
| 977 | L'acquario rotto 「割れた金魚鉢」 - Wareta kingyobachi | 1º agosto 2020    |         |
| 977 | A Kogoro viene chiesto di fare da guardia del corpo dal proprietario di un'azienda che ha truffato i suoi finanziatori, così Kogoro rifiuta il lavoro. Mentre Kogoro e Conan aspettano l'autobus, sentono un urlo e trovano l'uomo e un suo impiegato entrambi uccisi. |                   |         |
| 978 | Il caso della riva opposta 「対岸の事件」 - Taigan no jiken | 15 agosto 2020    |         |
| 978 | Conan, Ai e i Giovani Detective stanno osservando uccelli sulla riva di un fiume, quando notano Takagi, Chiba e altri agenti in appostamento nel parco sulla riva opposta. |                   |         |
| 979 | Un detective preso per il naso 「探偵を引きずり回す」 - Tantei o hikizurimawasu | 29 agosto 2020    |         |
| 979 | Kogoro riceve la richiesta da parte di una ragazza di nome Kaetsu Kanae di ritrovare una spilla che apparteneva alla madre che è stata rubata. Kaetsu ha inoltre trovato un biglietto dove è scritto di andare a un parco se vuole riaverla. |                   |         |
| 980 | Consigli per un crimine perfetto 「完全犯罪のススメ」 - Kanzen hanzai no susume | 5 settembre 2020  |         |
| 980 | Ultimamente, in città sono aumentati i crimini commessi. Gli agenti Sato e Takagi chiedono l'aiuto di Kogoro per arrestare un uomo specializzato in consigli criminali, sospettato di aver venduto i piani per commettere i reati. |                   |         |
| 981 | Benvenuti al ristorante Bocchan (prima parte) 「坊っちゃん亭へようこそ（前編）」 - Botchantei e yōkoso (zenpen) | 19 settembre 2020 |         |
| 981 | Mentre si trovano al parco, Conan, Ai e i Giovani Detective trovano un gatto che è stato ferito da una persona. Gli unici indizi sono dei fili di tessuto giallo e rosa. Poco dopo notano delle auto della polizia all'interno di un ristorante, in cui è stato ucciso un uomo con la maglia che ha gli stessi colori. |                   |         |
| 982 | Benvenuti al ristorante Bocchan (seconda parte) 「坊っちゃん亭へようこそ（後編）」 - Botchantei e yōkoso (kōhen) | 26 settembre 2020 |         |
| 982 | Conan e gli altri decidono di cercare il vero colpevole da soli, ma nello stesso momento la polizia scopre che Maglietta Rossa è stato colpito al collo e che quindi non si tratta di suicidio. |                   |         |
| 983 | Kid VS Komei: Le labbra mirate (prima parte) 「キッド VS 孔明 狙われた唇（前編）」 - Kiddo vs Kōmei nerawa reta kuchibiru (zenpen) | 3 ottobre 2020    |         |
| 983 | Heiji e Kazuha si stanno recando a Tokyo per incontrare Conan, Ran e Kogoro al Museo Suzuki, dove Kid ha intenzione di rubare il gioiello più grande del mondo: il Fairy Lip. Una settimana prima, viene mostrato Jirokichi, che cerca insieme a Nakamori un modo per esporre il gioiello senza impedire ai visitatori di vederlo. Al dipartimento di polizia incontra Morofushi, della prefettura di Nagano, che gli suggerisce di mettere il gioiello in un blocco di ghiaccio. Morofushi spiega di trovarsi a Tokyo perché è stato trovato un messaggio con il nome del destinatario sfocato, che sembra essere indirizzato a lui. Kid addormenta Kazuha in bagno e dopo aver preso il suo posto spiega ad Heiji di aver dimenticato il telefono nella sala del gioiello. I due entrano nella stanza, ma si attivano i fumogeni e Kid chiude la porta. Dopo dieci minuti la porta si riapre, il blocco di ghiaccio è pieno di copie dei gioielli e c'è un buco al centro, sembra che Kid abbia rubato il gioiello. |                   |         |
| 984 | Kid VS Komei: Le labbra mirate (seconda parte) 「キッド VS 孔明 狙われた唇 (後編)」 - Kiddo vs Kōmei nerawa reta kuchibiru (kōhen) | 10 ottobre 2020   |         |
| 984 | Morofushi spiega che Kid ha forato il ghiaccio e usando del colorante ha creato l'illusione che ci fossero molti gioielli. Secondo Nakamori uno tra Heiji e Kazuha è in realtà Kid travestito, ma il ragazzo spiega che, se avessero il gioiello, l'allarme suonerebbe una volta usciti dalla stanza. I due passano davanti al sensore, ma l'allarme non suona. Kid, travestito da Kazuha propone agli altri di restare a dormire nel museo e mentre gli altri si riposano entra nella sala, dove all'interno del ghiaccio sciolto è ancora presente il gioiello. Kid viene sorpreso dalla polizia, riuscendo comunque a scappare grazie a una botola. Morofushi spiega che l'ha lasciato scappare perché sa che restituirà il gioiello al proprietario, che non è l'uomo presente al museo, ma una ragazza il cui nonno lo ha ricevuto da un ricco uomo caraibico. Il giorno dopo Takagi e Sato consegnano a Morofushi la busta, che è stata trovata nell'armadietto di Wataru. La busta contiene un telefono con un foro appartenente al fratello minore di Morofushi, Hiromitsu, che lavorava nella polizia, ma che gli aveva detto di averla lasciata. Morofushi ipotizza così che il fratello facesse parte della pubblica sicurezza e che era morto in una missione come infiltrato. Dopo essersene andato si ricorda di quando suo fratello da piccolo gli aveva detto di aver fatto amicizia con un ragazzo che era soprannominato "Zero". |                   |         |
| 985 | I due veri volti (prima parte) 「二つの素顔(前編)」 - Futatsu no sugao (zenpen) | 24 ottobre 2020   |         |
| 985 | Una donna di nome Masako Muto si reca nell'ufficio di Kogoro per chiedergli di cercare il marito Issei, scomparso una settimana prima. |                   |         |
| 986 | I due veri volti (seconda parte) 「二つの素顔(後編)」 - Futatsu no sugao (kōhen) | 31 ottobre 2020   |         |
| 986 | Il giorno dopo, il corpo di Issei Muto viene trovato carbonizzato vicino al negozio in cui lavorava. Al corpo sono stati rimossi tutti i denti, ma la moglie sostiene che si tratti del marito, perché indossava gli stessi vestiti. |                   |         |
| 987 | La festa per lo scioglimento della società 「会社解散パーティー」 - Kaisha kaisan pātī | 7 novembre 2020   |         |
| 987 | I dipendenti di una società hanno organizzato una festa per lo scioglimento della loro azienda, ma il presidente, Jiro Kureno, muore. L'uomo è stato avvelenato da un ago nel mazzo di fiori che gli è stato regalato e i sospettati sono i suoi quattro colleghi. |                   |         |
| 988 | Le ragazze litigiose 「いがみ合う乙女達」 - Igamiau otome-tachi | 14 novembre 2020  |         |
| 988 | Conan, Ran e Sonoko vanno ad un centro commerciale di proprietà della famiglia Suzuki, dove incontrano quattro idol, una delle quali, Ayaka, continua a provocare le altre tre. Poco dopo, Ayaka viene trovata morta da Mai, un'altra delle idol. |                   |         |
| 989 | Il caso del diario illustrato di Ayumi 「歩美の絵日記事件簿」 - Ayumi no enikki jikenbo | 5 dicembre 2020   |         |
| 989 | In una gioielleria del quartiere dei Detective Boys viene messo in esposizione un costosissimo orologio della Soumillon, il "Blue Diamond Limited Tourbillon Cage No. 3". I ragazzi hanno il sospetto che qualcuno voglia rubarlo, così iniziano ad indagare. |                   |         |
| 990 | La tragedia automatica (prima parte) 「オートマティック悲劇 (前編)」 - Ōtomatikku higeki (zenpen) | 12 dicembre 2020  |         |
| 990 | Un ragazzo, di nome Fusaya Oida, si reca all'ufficio di Kogoro per chiedergli di investigare sulla morte di suo padre, che è stato ucciso durante una rapina in casa dieci giorni prima. |                   |         |
| 991 | La tragedia automatica (seconda parte) 「オートマティック悲劇 (後編)」 - Ōtomatikku higeki (kōhen) | 19 dicembre 2020  |         |
| 991 | Kogoro decide di tornare in casa Oida per un altro sopralluogo. Mentre controllano la casa, Conan suggerisce che la vittima potrebbe essere stata addormentata con un sonnifero. |                   |         |
| 992 | Omicidio al Machiya Cafè 「町家カフェでの事件」 - Machiya Kafe de no jiken | 26 dicembre 2020  |         |
| 992 | Conan, Ran e Sonoko si recano in un caffè specializzato nella vendita di ciambelle. Poco dopo il manager viene trovato ferito dopo essere stato colpito alla testa. I sospettati sono un dipendente e i due clienti che si trovavano lì. |                   |         |
| 993 | Kyogoku Makoto il sostituto (prima parte) 「代役・京極真（前編）」 - Daiyaku Kyōgoku Makoto (zenpen) | 9 gennaio 2021    |         |
| 993 | Mentre Conan, Ran, Sonoko, Makoto e Masumi tornano a casa dal cinema, si imbattono in un uomo armato che ha preso una donna come ostaggio. Makoto, con le sue abilità da karateka, riesce a mettere al tappeto il rapitore, ma in realtà quest'ultimo è un attore che stava girando un film. Makoto dovrà recitare al suo posto e Conan e i suoi amici assistono alle riprese. Durante le riprese, uno degli attori, Saiya Tokuzono, cade dal quarto piano e muore. L'unica persona insieme in quel momento era Makoto, che stava provando una scena. Makoto spiega all'ispettore Megure che prima della caduta, Tokuzono stava cercando il suo telefono, e di aver sentito uno strano rumore. Durante le indagini, Conan e Masumi trovano il telefono di Tokuzono fuori dalla finestra dell'aula in cui si trovava prima di cadere, e notando che il telefono non ha graffi, intuiscono che qualcuno l'aveva messo lì. Mentre osservano il filmato della caduta della vittima, l'assistente alla regia, Daisaku Odori, manda un messaggio a qualcuno dicendogli di aver trovato il colpevole. |                   |         |
| 994 | Kyogoku Makoto il sostituto (seconda parte) 「代役・京極真（中編）」 - Daiyaku Kyōgoku Makoto (chūhen) | 16 gennaio 2021   |         |
| 994 | Durante le indagini, l'ispettore Megure e Takagi notano che molti dei presenti prendono delle medicine. Sentendo ciò, Masumi chiede a Ran se Shinichi prendesse delle medicine, chiedendole poi se Conan e Shinichi siano mai apparsi nello stesso posto. Ran risponde di sì, spiegando che durante il festival scolastico i due erano entrambi nello stesso posto. Megure chiede a Makoto che rumore ha sentito prima della caduta di Tokuzono, e il ragazzo spiega di aver sentito il rumore di un insetto. Gli altri membri dello staff spiegano che la vittima ne era terrorizzato. Successivamente, l'assistente alla regia, Odori, muore dopo aver bevuto una delle bibite acquistate dall'assistente, per avvelenamento da cianuro. Tra gli effetti personali di Odori viene trovato un oggetto simile ad una farfalla, e dopo che il regista lo ha lanciato, Makoto spiega che il rumore che ha fatto è lo stesso che ha sentito prima. Takagi spiega che non è stato trovato del veleno né nella bibita, né nella cannuccia utilizzata da Odori. Mentre pensano a come possa essere stato avvelenato Odori, Masumi fa una domanda a Conan chiamandolo Shinichi e lui, sovrappensiero, risponde affermativamente. |                   |         |
| 995 | Kyogoku Makoto il sostituto (terza parte) 「代役・京極真（後編）」 - Daiyaku Kyōgoku Makoto (kōhen) | 23 gennaio 2021   |         |
| 995 | Conan cerca di far cambiare idea a Masumi spiegandole che lui è un bambino, ma lei ripensa a quando sua madre è andata a trovare suo padre a Londra ed è tornata con l'aspetto di una ragazzina. Masumi va quindi a parlare con le ragazze, chiedendole se Conan abbia degli amici che sembrano più adulti rispetto alla loro età, mentre Conan viene portato via da Takagi per delle domande. Ran risponde dicendo che Ai sembra molto più matura della sua età. Nello stesso momento, a casa di Agasa, il dottore prende delle medicine, che sono scadute, dell'azienda farmaceutica Shirohato. Ai spiega che quell'azienda, in cui lavorava suo padre, è fallita venticinque anni prima, dopo che un'azienda più grande ha cercato di acquistarla. Successivamente i suoi genitori hanno aperto una clinica, ma la stessa azienda ha cercato la loro collaborazione, fino a quando il padre di Ai ha accettato, per poi interrompere il suo racconto, pensando di non poter dire ai bambini che quell'azienda era in realtà l'organizzazione di Karasuma, che ha costretto i suoi genitori a produrre il farmaco che ha trasformato lei e Conan in bambini. Dopo aver rivisto il filmato della caduta di Tokuzono, Conan addormenta Sonoko e spiega che l'omicida è Hideka Aburai, che ha ucciso Tokuzono per vendicare la morte del suo fidanzato e Odori perché aveva scoperto che lei era la colpevole. Dopo aver confessato, Aburai sale sul furgone, cercando di suicidarsi andando contro l'edificio, ma viene fermata dall'intervento di Makoto e Ran. |                   |         |
| 996 | L'abile falco che nasconde i suoi crimini 「能ある鷹は罪を隠す」 - `Nō aru taka wa tsumi o kakusu | 30 gennaio 2021   |         |
| 996 | Conan, Ran e Kogoro vanno a Takenoie, in un house cafe in mezzo alla montagna. Durante uno spettacolo di falconeria, il proprietario viene trovato morto, colpito dal suo stesso fucile. Kogoro pensa che si tratti di un incidente. |                   |         |
| 997 | La cospirazione del villaggio del sorriso 「スマイルの里の陰謀」 - Sumairu no sato no inbō | 13 febbraio 2021  |         |
| 997 | Conan e i Detective Boys vengono invitati in una struttura di assistenza infermieristica di lusso per anziani. Le nonne che vivono lì sembrano essere state loro fan sin da quando li hanno visti per la prima volta. Nel frattempo, Conan e i suoi amici, che si sentivano a disagio, sono andati a controllare l'ufficio del presidente. |                   |         |
| 998 | La padella dell'odio 「憎しみのフライパン」 - Nikushimi no Furaipan | 20 febbraio 2021  |         |
| 998 | Kogoro, Ran e Conan si iscrivono alla prova di una nuova padella che sta per essere messa in commercio. Durante l'incontro, viene trovato il corpo senza vita del direttore commerciale pugnalato e qualche momento più tardi, al laboratorio del caporeparto, si verifica un'esplosione di cui rimane vittima il caporeparto. Tutto fa pensare ad un omicidio reciproco, ma Conan cerca di scoprire la verità che si cela dietro a questo dilemma. |                   |         |
| 999 | Cortesia fastidiosa 「迷惑な親切心」 - Meiwaku na shinsetsushin | 27 febbraio 2021  |         |
| 999 | Kogoro, Ran e Conan sono in un ristorante, mentre un cliente di nome Kusano, seduto vicino a loro, si vanta con un amico del fatto che chiama la polizia appena nota qualcosa di sospetto. Dopo essersi recato in bagno, l'uomo viene trovato morto. |                   |         |